# Kelurahan Pulau Untungjawa
Kelurahan Pulau Untungjawa är en administrativ by i Indonesien.   Den ligger i provinsen Jakarta, i den västra delen av landet, 30 km nordväst om huvudstaden Jakarta. Kelurahan Pulau Untungjawa ligger på ön Pulau Untungjawa.